# Thomas Howard, I conte di Suffolk
Thomas Howard, I conte di Suffolk (Londra, 24 agosto 1561 – Londra, 28 maggio 1626), è stato un nobile, politico e ammiraglio inglese.

## Biografia

### I primi anni e i matrimoni
Thomas Howard era figlio di Thomas Howard, IV duca di Norfolk e della sua seconda moglie, Margaret Audley, duchessa di Norfolk, figlia ed erede del I barone Audley di Walden. Alla morte di sua madre, Thomas, ancora infante, ereditò il 10 gennaio 1564 Saffron Walden e le altre proprietà degli Audley. Mentre era imprigionato alla Torre di Londra in attesa dell'esecuzione nel 1572, suo padre gli impose di sposare la sua sorellastra Mary Dacre, figlia di Thomas Dacre, IV barone Dacre e di Elizabeth Leybourne, terza moglie del duca. Egli seguì la volontà paterna, ma Mary morì nell'aprile del 1578 senza aver dato eredi al casato.
Pertanto, nel 1582, Howard si risposò con Katherine Knyvet, vedova di Richard, figlio di Robert Rich, II barone Rich. Nota per la sua bellezza, ella era anche la figlia maggiore ed erede di suo padre, Sir Henry Knyvet di Charlton.

### Esordi in marina
Nel dicembre 1584, gli venne restituito il titolo di Lord Thomas Howard e ottenne il comando della Golden Lion durante l'attacco all'Invincibile Armata spagnola. Il 25 luglio 1588, la Golden Lion fu una delle tre navi che contrattaccarono le galee spagnole che proteggevano la Saint Anne. Per il valore dimostrato nelle operazioni, il giorno successivo venne nominato cavaliere da bordo della Ark Royal dall'ammiraglio Lord Howard di Effingham.
Nel 1591, venne inviato con uno squadrone nelle Azzorre, per recuperare tesori dai galeoni spagnoli diretti verso le Americhe. Ad ogni modo, una flotta raggiunse la Spagna prima dell'arrivo dello squadrone inglese, e un'altra non fece tappa sulle isole sino a settembre. Costretto a una lunga permanenza a terra per la riparazione delle sue navi, si stabilì sull'isola di Flores sino a quando non venne intercettato un convoglio di navi che gli inglesi si apprestarono ad attaccare. Con suo orrore esse non si rivelarono navi mercantili bensì un potente squadrone militare partito da Ferrol per distruggere gli appostamenti inglesi. La flotta di Howard si diede alla fuga a eccezione della Revenge, comandata dal vice ammiraglio Sir Richard Grenville. La Revenge, pur a distanza dal rimanente della flotta inglese, tentò di rompere lo squadrone castigliano ma venne costretta ad arrendersi dopo un lungo combattimento nel quale la Revenge venne quasi completamente distrutta e Granville mortalmente ferito.
Nel 1596, Howard prestò servizio come vice ammiraglio nella spedizione di Cadice che sconfisse la flotta spagnola e prese la città. Favorito di Elisabetta I, nell'aprile del 1597 venne nominato cavaliere dell'Ordine della Giarrettiera e nel giugno di quello stesso anno partì, come vice-ammiraglio, per una nuova spedizione nelle Azzorre contro l'Impero spagnolo.

### La carriera politica
Nell'autunno del 1597 si ammalò gravemente e venne creato nel contempo Barone Howard di Walden con un writ of summons. Ripresosi dalla malattia, non fu in grado di presenziare al Parlamento sino al gennaio del 1598. Il 2 febbraio venne ammesso quale membro onorario del Gray's Inn. Nel 1599 comandò la flotta a The Downs e venne nominato Conestabile della Torre di Londra il 13 febbraio 1601 dopo la rivolta del Conte di Essex, facendo parte della commissione che giudicò Essex e Southampton. Egli divenne dunque High Steward dell'Università di Cambridge, mantenendo questo posto sino al 1614.
Amico di Sir Robert Cecil, egli divenne Lord Chamberlain sul finire del 1602, e fu vicino alla regina al Charterhouse, sino alla fine della sua vita, nel gennaio del 1603. Sotto Giacomo I, Howard fu in grado di entrare immediatamente nei favori del re, venendo nominato Lord Ciambellano il 6 aprile 1603 e Privy Counsellor il 7 aprile. Il 21 luglio 1603 venne creato Conte di Suffolk. Egli venne inoltre nominato membro della commissione per la creazione di cavalieri dell'Ordine del Bagno e dal 1604 a 1618 fece parte della commissione per la creazione del Conte Maresciallo. Egli venne nominato Lord Luogotenente di Suffolk nel 1605, dopo essere stato per diversi anni Lord Luogotenente del Cambridgeshire.
Suffolk accettò un dono dall'ambasciatore spagnolo per negoziare i trattati di pace del 1604, ma la moglie preferì accettare in nome del marito una pensione annua di 1000 sterline pagata dagli spagnoli. Mentre Suffolk era meno favorevole ai cattolici e agli spagnoli, sua moglie lo era in maniera marcata e riusciva a guidare il marito nelle sue scelte politiche in maniera influente.
Dal 1605, Cecil, ora conte di Salisbury, Suffolk, il conte di Northampton e il conte di Worcester erano i principali consiglieri di Giacomo I. Suffolk e Salisbury vennero coinvolti nella comunicazione privata fatta da Lord Monteagle il quale rivelò l'esistenza del Gunpowder Plot, una cantina piena di esplosivo nell'intento di attentare alla vita del re.
Dal 1607, il lavoro a Charlton Park, Wiltshire era completo e la residenza rimane ancora oggi ai suoi discendenti. Nel dicembre del 1608, il figlio primogenito di lord Salisbury, William sposò la terza figlia di Suffolk, Catharine. Salisbury, che morì nel 1612, rimarcò questa amicizia coi conti di Suffolk nel suo testamento; alla sua morte, il conte di Suffolk venne nominato uno dei lord del Tesoro. Pur opponendosi a Sir Robert Carr, favorito reale, Suffolk sostenne il desiderio di sua figlia Frances nel voler divorziare da suo marito, il conte di Essex, per sposarlo. Ella si sposò nel dicembre del 1613, poco dopo la creazione a conte di Somerset.
L'8 luglio 1614, Suffolk venne nominato Cancelliere dell'Università di Cambridge rimpiazzando Northampton e l'11 luglio 1614 venne nominato Lord High Treasurer. Il suo nuovo genero, lord Somerset, che lo rimpiazzò nel ruolo di Lord Chamberlain, e lord Suffolk erano ormai nella posizione di dominare l'intera corte inglese.
Nel 1615 iniziò la decadenza del conte di Suffolk. Giacomo I si era profondamente infatuato di Sir George Villiers, e la figlia di lord Suffolk, Frances, ora contessa di Somerset, venne implicata nel caso dell'avvelenamento di Sir Thomas Overbury. Suffolk venne accusato da Giacomo I di complicità con lord Somerset, ma fortunatamente entrambi riuscirono a dimostrarsi innocenti. Ma Suffolk commise l'errore di tentare di minare la grande influenza di Villiers, proponendo un nuovo giovane favorito a Giacomo I. Questo fatto non ebbe il successo sperato e anzi provocò un duro contrattacco da parte di Villiers, che era stato nominato da poco marchese di Buckingham.
Le finanze del conte di Suffolk si trovavano in condizioni disastrose ed egli era vicino alla bancarotta, malgrado l'aiuto finanziario concessogli a suo tempo dalla regina Elisabetta. Sotto Giacomo I la situazione era leggermente migliorata grazie al suo ruolo a corte, che gli diede modo di ricavare copiosi emolumenti e la restituzione dei beni sequestrati a suo padre. Egli investì molto di questo denaro in terreni nell'East Anglia. Fu costretto a vendere la sua residenza londinese, Charterhouse, nel 1611, ma venne rimpiazzata nel 1614 con una casa a Charing Cross, ereditata dal conte di Northampton. Suffolk aggiunse ai suoi problemi finanziari anche stravaganti progetti di costruzione. Audley End House, costruita dal 1603 al 1616, è ancora oggi la più grande residenza privata d'Inghilterra. Egli aggiunse anche una nuova e ricca ala nella casa di Charing Cross e sua moglie s'impegnò per la costruzione di Charlton Park sulle proprietà dei Knyvett che aveva ereditato.

### Arresto e caduta
Per influenza di Buckingham, Giacomo I venne messo in guardia circa la condotta di Suffolk al Tesoro, in particolar modo in riferimento alla sua personale situazione finanziaria. Suffolk venne sospeso dalla tesoreria nel luglio del 1618. All'inizio del 1619, sua moglie ebbe un attacco di morbillo che distrusse la sua famosa bellezza, e lo stesso Suffolk cercò di darsi per malato per evitare l'inevitabile processo. Questo tentativo fallì e la corte, guidata da Francis Bacon, li condannò al pagamento della somma di 30.000 sterline ed all'imprigionamento a piacere del re per aver truccato dei conti di stato per proprio profitto.
Dopo dieci giorni, Suffolk e la moglie vennero rilasciati e si appellarono a Buckingham perché intercedesse per loro. Anche se Giacomo I era fortemente irritato dalle manovre di Suffolk alla tesoreria, Buckingham era intenzionato a dimostrarsi magnanimo col suo rivale, ora che il potere di questi era stato distrutto. Buckingham ottenne che Suffolk potesse avere un'udienza col re che gli consentì di riottenere 7000 sterline delle 30.000 pagate. Nel 1623, il figlio minore di Suffolk, Edward sposò in segno di riconoscimento la nipote di Buckingham, Mary Boteler. Mentre Suffolk non ebbe più l'occasione di elevarsi ad alti uffici, egli fu attivo nella Camera dei Lords e fu per due volte commissario nelle cause ecclesiastiche. Egli morì a Charing Cross il 28 maggio 1626 e venne sepolto il 4 giugno a Saffron Walden.

## Discendenti
Dal matrimonio con la seconda moglie, Thomas Howard ebbe i seguenti eredi:
- Theophilus (13 agosto 1582 – 3 giugno 1640), successore al titolo paterno, sposò Elizabeth Hume ed ebbe eredi
- Elizabeth (c. 1583 - 17 aprile 1658) sposò in prime nozze William Knollys, I conte di Banbury ed ebbe discendenza. In seconde nozze si risposò con Edward Vaux, IV barone Vaux di Harrowden
- Robert (1584-1653) sposò Catherine Nevill
- Gertrude (nata c. 1585)[3]
- William (1586 – prima del 1672)
- Thomas (8 ottobre 1587 – 16 luglio 1669), nominato conte di Berkshire, sposò Elizabeth Cecil
- Catherine (c.1588–1673) sposò William Cecil, II conte di Salisbury
- Emily (nata nel 1589)[3]
- Frances (31 maggio 1590 – 1632) sposò in prime nozze Robert Devereux, III conte di Essex e poi Robert Carr, I conte di Somerset ed ebbe discendenza
- Charles (1591–1622), sposò Mary Fitzjohn ed ebbe discendenza
- Henry (1592–1616), sposò Elizabeth Bassett ed ebbe discendenza
- John (1593–1595)[3]
- Edward (m. 24 aprile 1675)
- Margaret (c. 1599 - 1608)

## Ascendenza
|                                          |                 |                                    | Genitori                                 |  |  | Nonni |  |  | Bisnonni                           |  |  | Trisnonni                         |  |
|                                          |                 |                                    |                                          |  |  |       |  |  | Thomas Howard, III duca di Norfolk |  |  | Thomas Howard, II duca di Norfolk |  |
|                                          |                 |                                    |                                          |  |  |       |  |  | Thomas Howard, III duca di Norfolk |  |  | Thomas Howard, II duca di Norfolk |  |
|                                          |                 | Elizabeth Tilney                   |                                          |  |  |       |  |  | Thomas Howard, III duca di Norfolk |  |  |                                   |  |
| Henry Howard, III conte di Surrey        |                 |                                    |                                          |  |  |       |  |  | Thomas Howard, III duca di Norfolk |  |  |                                   |  |
|                                          |                 | Elizabeth Stafford                 | Edward Stafford, III duca di Buckingham  |  |  |       |  |  |                                    |  |  |                                   |  |
|                                          |                 | Elizabeth Stafford                 | Edward Stafford, III duca di Buckingham  |  |  |       |  |  |                                    |  |  |                                   |  |
|                                          |                 | Elizabeth Stafford                 | Eleanor Percy                            |  |  |       |  |  |                                    |  |  |                                   |  |
| Thomas Howard, IV duca di Norfolk        |                 | Elizabeth Stafford                 |                                          |  |  |       |  |  |                                    |  |  |                                   |  |
|                                          |                 | John de Vere, XV conte di Oxford   | John de Vere                             |  |  |       |  |  |                                    |  |  |                                   |  |
|                                          |                 | John de Vere, XV conte di Oxford   | John de Vere                             |  |  |       |  |  |                                    |  |  |                                   |  |
|                                          |                 | John de Vere, XV conte di Oxford   | Alice Kilrington                         |  |  |       |  |  |                                    |  |  |                                   |  |
| Frances de Vere                          |                 | John de Vere, XV conte di Oxford   |                                          |  |  |       |  |  |                                    |  |  |                                   |  |
|                                          |                 | Elizabeth Trussell                 | Edward Trussell                          |  |  |       |  |  |                                    |  |  |                                   |  |
|                                          |                 | Elizabeth Trussell                 | Edward Trussell                          |  |  |       |  |  |                                    |  |  |                                   |  |
|                                          |                 | Elizabeth Trussell                 | Margaret Donne                           |  |  |       |  |  |                                    |  |  |                                   |  |
| Thomas Howard, I conte di Suffolk        |                 | Elizabeth Trussell                 |                                          |  |  |       |  |  |                                    |  |  |                                   |  |
|                                          | Geoffrey Audley | Ralph Audley                       |                                          |  |  |       |  |  |                                    |  |  |                                   |  |
|                                          | Geoffrey Audley | Ralph Audley                       |                                          |  |  |       |  |  |                                    |  |  |                                   |  |
|                                          | Geoffrey Audley | Agnes Stradling                    |                                          |  |  |       |  |  |                                    |  |  |                                   |  |
| Thomas Audley, I barone Audley di Walden | Geoffrey Audley |                                    |                                          |  |  |       |  |  |                                    |  |  |                                   |  |
|                                          |                 | Martha Wydeville                   | …                                        |  |  |       |  |  |                                    |  |  |                                   |  |
|                                          |                 | Martha Wydeville                   | …                                        |  |  |       |  |  |                                    |  |  |                                   |  |
|                                          |                 | Martha Wydeville                   | …                                        |  |  |       |  |  |                                    |  |  |                                   |  |
| Margaret Audley                          |                 | Martha Wydeville                   |                                          |  |  |       |  |  |                                    |  |  |                                   |  |
|                                          |                 | Thomas Grey, II marchese di Dorset | Thomas Grey, I marchese di Dorset        |  |  |       |  |  |                                    |  |  |                                   |  |
|                                          |                 | Thomas Grey, II marchese di Dorset | Thomas Grey, I marchese di Dorset        |  |  |       |  |  |                                    |  |  |                                   |  |
|                                          |                 | Thomas Grey, II marchese di Dorset | Cecily Bonville, VII baronessa Harington |  |  |       |  |  |                                    |  |  |                                   |  |
| Elizabeth Grey                           |                 | Thomas Grey, II marchese di Dorset |                                          |  |  |       |  |  |                                    |  |  |                                   |  |
|                                          |                 | Margaret Wotton                    | Robert Wotton                            |  |  |       |  |  |                                    |  |  |                                   |  |
|                                          |                 | Margaret Wotton                    | Robert Wotton                            |  |  |       |  |  |                                    |  |  |                                   |  |
|                                          |                 | Margaret Wotton                    | Anne Belknap                             |  |  |       |  |  |                                    |  |  |                                   |  |
|                                          |                 | Margaret Wotton                    |                                          |  |  |       |  |  |                                    |  |  |                                   |  |